# Helmut H. Schaefer
Helmut H. Schaefer (Großenhain, 14 febbraio 1925 – Tubinga, 16 dicembre 2005) è stato un matematico tedesco.
Il suo campo di lavoro è stato soprattutto l'analisi funzionale.

## Opere
- Helmut H. Schaefer, Topological Vector Spaces, GTM, vol. 3, New York, Springer New York Imprint Springer, 1999, ISBN 978-1-4612-7155-0, OCLC 840278135.